# او.کی. (فیلم)
«او.کی.» (انگلیسی: O.k.) یک فیلم به کارگردانی میشائیل فرهوفن است که در سال ۱۹۷۰ منتشر شد. از بازیگران آن می‌توان به گوستل بایرهامر  و فردریش فون تون اشاره کرد.